# Jolly Blue
Jolly Blue è un singolo del gruppo musicale italiano 883, pubblicato nel 1992 ed estratto dal loro album d'esordio Hanno ucciso l'Uomo Ragno.

## Descrizione
Nel brano Max Pezzali e Mauro Repetto ricordano la loro adolescenza affermando che loro, a differenza di altri amici, non sono mai cambiati. La Jolly Blue era una sala giochi di Pavia molto in voga negli anni ottanta.
Il brano è contenuto anche in TuttoMax. Nell'album Hanno ucciso l'Uomo Ragno 2012 la canzone è reinterpretata insieme a Fedez, mentre nella raccolta Max Forever Vol.1 ne è stata inserita una versione inedita. Dalla canzone prenderà nome anche il film Jolly Blu del 1998.

## Tracce
1. Jolly Blue – 3:30